# Wilhelm Homberg
Wilhelm Homberg (también, Guillaume Hombert), nacido en Batavia, hoy Yakarta, capital de las Indias Orientales Neerlandesas, hoy Indonesia, el 8 de enero de 1652 y fallecido en París el 24 de septiembre de 1715), fue un químico/alquimista, abogado y médico neerlandés que desarrolló su carrera en Francia.
Su padre, John Homberg, era un oficial de la Compañía Neerlandesa de las Indias Orientales. En 1670 su familia se trasladó a Europa y Wilhem realizó estudios de derecho en las universidades de Jena y Leipzig. En 1674 empezó a trabajar como abogado en Magdeburgo, donde conoció a Otto von Guericke, y bajo su influencia comenzó a dedicarse a la ciencia natural.
Con el fin de adquirir formación en ese campo viajó por diferentes ciudades y se graduó en medicina en Wittenberg, instalándose en París en 1682. Tras un breve ejercicio de la medicina en Roma durante cinco años, entre 1685 y 1690, se instaló definitivamente en la capital francesa. En 1691 fue elegido miembro de la Academia de Ciencias y nombrado director de su laboratorio de química. En 1705 fue nombrado médico privado de Felipe II, duque de Orleans.
La metodología que empleaba tenía rasgos propios de la alquimia en bastantes casos, pero también realizó contribuciones científicas en los campos de la química y la física: en 1702 descubrió el ácido bórico, que recibió el nombre de Sal Sedativum Hombergi, y posteriormente un tipo de cloruro de calcio fosforescente llamado Phosphore d'Homberg; también realizó observaciones sobre la cristalización de la sal común, sobre la saturación de bases mediante ácidos o el efecto fotoquímico que producía el oscurecimiento de sales de nitrato de plata en presencia de la luz, que demostró en 1694 frente a la teoría de Robert Boyle, quien lo achacaba a los efectos del aire. Gran parte de su obra se publicó en los informes recopilatorios de la Academia de las Ciencias.